# Haleș, Buzău
Haleș este un sat în comuna Tisău din județul Buzău, Muntenia, România. Se află în depresiunea Nișcov, în vestul județului, în Subcarpații de Curbură.
La Haleș este intersecția drumului județean 100H (care urmează valea Nișcovului) cu drumul județean 203G, care duce către tabăra de la Poiana Pinului, mănăstirea Ciolanu, și mai departe la Măgura.